# Carin Braun
Carin Braun (* 27. November 1940 in Kassel; † 4. März 1986 in München) war eine deutsche Theater- und Filmschauspielerin sowie Regisseurin.

## Leben und Wirken
Carin Braun ist in Bad Hersfeld aufgewachsen und machte dort auch ihr Abitur. Es folgte ein Studium in Zürich, dann Germanistik in München. Dort nahm sie privaten Schauspielunterricht. Ihr erstes Engagement hatte sie in Ingolstadt, sie spielte dort die Barblin in Andorra von Max Frisch. In den darauf folgenden Jahren hatte sie Engagements am Residenztheater München, an der Schaubühne am Halleschen Ufer in Berlin und im Forum-Theater Berlin. In den Jahren von 1973 bis 1976 spielte sie an den Münchner Kammerspielen.
Im Jahr 1977 entschloss sich Carin Braun erneut zu studieren, und zwar Psycholinguistik. Das Studium ermöglichte ihr ein Praktikum an der Münchner Gehörlosenschule – als Vorbereitung für die Rolle einer gehörlosen Gärtnerin in einem Film, der nie realisiert wurde. Stattdessen realisierte sie – zunächst für die Redaktion Sehen statt Hören im Bayerischen Rundfunk – mehrere Filme über Gehörlose.
Für die ZDF-Reihe Bettkantengeschichten inszenierte sie drei Filme nach Drehbüchern von Michael Hatry.
Für ihren Film Schaut her und seht die Anmut meiner Hände erhielt sie 1981 einen Bundesfilmpreis in Gold für die beste Nachwuchsregie. Zu diesem Film drehte sie 1985 eine Fortsetzung, Lebensläufe in einer lautlosen Welt. Des Weiteren drehte sie zwei Filme über Frauen im Widerstand, Für Doris Maase (1981) und Frauen im Widerstand. Sie war zudem Mitarbeiterin der Sendereihe Frauengeschichten im Bayerischen Rundfunk.
Carin Brauns letzte Arbeit handelte über die Spätfolgen des Vietnamkrieges, vor allem bei Kindern, in dem Film Alte Bambusbäume sollen ihren Nachwuchs lieben von 1986.
Carin Braun verstarb drei Tage nach ihrer Rückkehr aus Vietnam, am 4. März 1986 in München.

## Auszeichnungen
- 1981: Filmband in Gold in der Kategorie „Beste Nachwuchsregie“ für Schaut her und seht die Anmut meiner Hände.[1]

## Filmografie (Auswahl)

### Regiearbeiten
- 1981: Schaut her und seht die Anmut meiner Hände
- 1985: Lebensläufe in einer lautlosen Welt
- 1986: Alte Bambusbäume sollen ihren Nachwuchs lieben

### Film- und Fernsehrollen
- 1964: Die Sanfte – Titelrolle – Regie: Willy Schmidt
- 1964: Junger Herr für Jenny – als Jennifer – Regie: Hermann Leitner
- 1965: Des Meeres und der Liebe Wellen – als Janthe – Regie: Heinz Hilpert
- 1971: Der Italiener – als Schwester – Regie: Ferry Radax
- 1971: Der Kommissar – Grau-roter Morgen – als Frau Derichs – Regie: Theodor Grädler
- 1972: Rosa und Lin – als Mutter – Regie: Klaus Emmerich
- 1972: Land – als Johanna Rotter – Regie: Roland Gall
- 1973: Das sogenannte Normale – Regie: Bernd Dost
- 1975: Georginas Gründe – als Mildred Theory – Regie: Volker Schlöndorff
- 1978: Zwischengleis
- 1979: Die Anstalt – als Frau Peters – Regie: Hans-Rüdiger Minow
- 1980: Am Südhang – als Ms. Undamm – Regie: Michael Verhoeven

### Fernsehfilme über Gehörlose
- Naziunrecht an Gehörlosen
- Über Franziska Schwarz
- Über Lore Parry (Ich habe keinen Hass)
- Ich kann dich nicht hören – aus der Reihe Rappelkiste

### Bettkantengeschichten
- 1982: David und die Riesen
- 1983: Das Geheimnis vom Lilalula
- 1984: Der kalte Winter nach dem Krieg

### Frauengeschichten
- 1983: Centa Herker-Beimler (Halt durch, Dirndl!)
- 1985: Die Opernsängerin und Schauspielerin Moje Forbach (Es kommt ein Brett geschwommen)
- 1985: Die Schriftstellerin Grete Weil